# Sheep Point
Sheep Point är en udde i Sydgeorgien och Sydsandwichöarna (Storbritannien). Den ligger i den nordvästra delen av Sydgeorgien och Sydsandwichöarna.
Terrängen inåt land är huvudsakligen kuperad, men norrut är den platt. Havet är nära Sheep Point åt nordost.  Trakten runt Sheep Point är nära nog obefolkad, med mindre än två invånare per kvadratkilometer. Det finns inga samhällen i närheten. Trakten runt Sheep Point består i huvudsak av gräsmarker.